# Polistes californicus
Polistes californicus är en getingart som beskrevs av Richard Mitchell Bohart 1949. Polistes californicus ingår i släktet pappersgetingar, och familjen getingar. Inga underarter finns listade i Catalogue of Life.